# Forces Armades de la República de Corea
Les Forces Armades de la República de Corea (Hangul: 대한민국 국군; Hanja: 大韩民国 国 军) o Forces Armades de Corea del Sud es componen de la següent manera:
- Exèrcit de la República de Corea (ROKA)
- Armada de la República de Corea (ROKN)
  - Infanteria de Marina de la República de Corea (ROKMC)
- Força Aèria de la República de Corea (ROKAF)
- Forces de Reserva de la República de Corea

Després de la divisió de la península de Corea mitjançant l'ocupació de les Forces Armades dels Estats Units i la Unió Soviètica es creen les Forces Armades de la República de Corea en 1948. Actualment componen les FF. AA. de Corea del Sud uns 855 000 soldats (personal actiu) i 3 200 000 (personal de reserva), la qual cosa ho converteix en una de les forces armades més grans i modernes del món amb un total de 4 855 000 explicant els paramilitars i divisions esteses per la frontera.
Les forces militars de Corea del Sud són responsables de mantenir la sobirania i la integritat territorial del país, però sovint s'involucren en tasques d'ajuda en desastres humanitaris. Més recentment, l'exèrcit sud-coreà va començar a augmentar la seva participació en els assumptes internacionals, reconeixent el seu paper i la seva responsabilitat com a potència econòmica, ja que, se situa dècim cinquè del món en termes del PIB. L'exèrcit de la República de Corea ha participat en diverses operacions de pau, i les operacions de lluita contra el terrorisme.

## Estructura

### Comando d'Autoritat Nacional
El president del país és el Comandant en Cap de les Forces Armades. L'autoritat militar s'estén des del president al Ministre de Defensa, que és gairebé sempre (però no és una obligació legal) un general retirat de 4 estels o almirall.
El cap de l'Estat Major Conjunt, és un General o Almirall de 4 estels, és l'Oficial Superior de les Forces Armades i té l'autoritat operativa en totes les Forces Armades, amb instruccions del President a través del Ministre de Defensa. Tradicionalment (amb una excepció), la posició és ocupada per un oficial de l'Exèrcit. La cadena operativa de l'Autoritat s'executa directament des del cap de l'Estat Major Conjunt als comandants dels diversos comandos operatius. Actualment hi ha cinc comandos operatius en l'Exèrcit, dos en l'Armada (incloent la Infanteria de Marina) i un en la Força Aèria.
Els respectius Caps d'Estat Major de les tres branques (exèrcit, armada i força aèria) tenen el control administratiu sobre el seu propi servei. Cada Cap d'Estat Major és també un membre titular de la Junta de Caps de l'Estat Major.

### Junta de Caps de l'Estat Major
Caserna General de l'Estat Major Conjunt de la República de Corea (Hangul: 대한민국 합동 참모 본부, Hanja: 大韩民国 合同 参谋 本部). És un grup de Caps de cada branca principal de les Forces Armades de la República de Corea. A diferència de la seva contraparte nord-americana, el Cap de l'Estat Major Conjunt té el control operatiu de tot el personal militar de les Forces Armades Sud-coreanes.
Tots els membres regulars de l'Estat Major Conjunt són generals de 4 estels o almiralls.

### Exèrcit
L'Exèrcit de la República de Corea (ROKA, per les seves sigles en anglès), és el sisè major exèrcit del món, és la major de les branques militars sud-coreanes, amb 522 000 efectius a partir de 2008. Això ve com una resposta tant al terreny muntanyenc de la península de Corea (70% aprox. de territori muntanyenc), i al seu torn per la constant disputa amb Corea del Nord, l'exèrcit de la qual ascendeix a aprox. 1 000 000 de soldats, que els seus dos terços tenen la seva guarnició prop de la frontera a uns quilòmetres de la Zona Desmilitaritzada.
cal assenyalar que l'actual administració ha iniciat un programa d'acte-defensa, que busca que Corea del Sud sigui capaç de contrarestar totalment l'amenaça de Corea del Nord amb mitjans purament nacionals (indústria) en les properes dues dècades.

### Armada
L'Armada de la República de Corea (ROKN, per les seves sigles en anglès) és la branca de les forces armades responsable de la realització de les operacions navals i operacions amfíbies. Com a part de la seva missió, l'Armada de la República de Corea ha participat en diverses operacions de pau des del canvi de segle.
L'Armada de Corea del Sud inclou a la Caserna General de l'Armada, la Flota de la República de Corea, el Comando Naval de Logística, el Comando d'Educació Naval i Entrenament (Acadèmia Naval), i el Cos d'Infanteria de Marina de la República de Corea, que és una organització quasi-autònoma. El Cap d'Operacions Navals (CNO) és el funcionari de més alt rang (almirall de quatre estels) de l'Armada de la República de Corea.

### Força Aèria
La Força Aèria de la República de Corea (ROKAF, per les seves sigles en anglès) és una força aèria moderna, compta amb aprox. 600 avions de combat, principalment d'indústria nord-americana. En canvi, la Força Aèria de Corea del Nord té aproximadament 1600 a 1700 avions, però la majoria d'ells es troben obsolets, ja que daten del període de la Guerra Freda.

### Infanteria de Marina
Encara que la Llei d'Organització Nacional de les Forces Armades de la República de Corea inclou al Cos d'Infanteria de Marina (ROKMC, per les seves sigles en anglès) és una organització semiautònoma que duu a terme gran part de les seves funcions de forma independent.
El lema del Cos d'Infanteria de Marina de la República de Corea és 한번 해병 은 영원한 해병 («Una vegada un infant de marina, sempre serà infant de marina»).